# NGC 7358
NGC 7358 est une galaxie lenticulaire située dans la constellation du Toucan. Cette galaxie a été découverte par l'astronome écossais James Dunlop en 1826. La vitesse de NGC 7358 par rapport au fond diffus cosmologique est de 3 224 ± 22 km/s, ce qui correspond à une distance de Hubble de 47,6 ± 3,4 Mpc (∼155 millions d'al).
L'étoile UCAC4 125-180207 de magnitude égale à 14,23 se trouve au nord-ouest et près de cette galaxie.

## Groupe de NGC 7329
Selon A. M. Garcia, NGC 7358 est membre du groupe de NGC 7329. Ce groupe de galaxies renferme au moins 11 membres. Les autres galaxies sont NGC 7329, NGC 7408, NGC 7417, les galaxies IC 5222, IC 5227, IC 5244, IC 5250, IC 5266 et IC 5272 de l'Index Catalogue, et ESO 109-32.